# Lázár Lovász
Lázár Lovász (Tibeni, Distrito de Suceava, 24 de mayo de 1942-Pécs, 17 de abril de 2023) fue un atleta húngaro, especializado en la prueba de lanzamiento de martillo en la que llegó a ser medallista de bronce olímpico en 1968.

## Carrera deportiva
En los JJ. OO. de México 1968 ganó la medalla de bronce en el lanzamiento de martillo, llegando hasta los 69.78 metros, tras su paisano húngaro Gyula Zsivótzky que con 73.36 metros batió el récord olímpico, y el soviético Romuald Klim (plata).